# NextGen Series
La NextGen Series è stata una competizione calcistica europea per squadre giovanili ideata nel 2011 dall'allora direttore sportivo del Brentford, Mark Warburton, e soppressa nel 2013; la competizione era ad inviti e acquisiva valenza di torneo internazionale non riconosciuto dalla UEFA.

## Storia

### Origini
Da tempo si pensava di creare un torneo europeo giovanile. Nel novembre 2010 Ajax e Manchester City hanno disputato un incontro a porte chiuse, come anche Liverpool e Celtic; questi incontri facevano parte di una prova per la nuova competizione.
L'obiettivo di questo torneo era quello di far acquisire ai settori giovanili maggiore esperienza a livello europeo, come dichiarato all'epoca dall'allenatore delle giovanili del Celtic, Chris McCart.

### Sviluppo
L'edizione inaugurale del torneo è stata conquistata dall'Inter, a cui è succeduto nel 2012-2013 l'Aston Villa.
Da notare che la NextGen Series non era affiliata né riconosciuta dall'UEFA; da parte sua, la stessa confederazione calcistica europea mise in cantiere la creazione di una competizione simile ma a carattere ufficiale, denominata UEFA Youth League, a partire dalla stagione 2013-2014.

### Declino
La NextGen Series ha quindi perso rapidamente valore e prestigio, in quanto la Youth League impegna le formazioni giovanili delle migliori squadre europee, nonché la sua primaria ragion d'essere, poiché l'obiettivo di far acquisire ai settori giovanili maggiore esperienza a livello europeo, viene raggiunto dalla nuova manifestazione UEFA: anche per questo, la competizione viene abolita dopo due sole stagioni.

## Regolamento
Le squadre partecipanti erano selezionate in base ai risultati conseguiti nelle ultime cinque stagioni ed erano composte da calciatori con un limite di età di diciotto anni; tuttavia era possibile inserire in lista tre calciatori di diciannove anni.
Le regole delle partite erano le stesse dell'International Football Association Board, quindi assimilabili a quelle della maggior parte dei tornei internazionali.

## Albo d'oro
| Edizione  | Vincitore   | Risultato      | Finalista | Sede della finale          | Sede della finale |
| Edizione  | Vincitore   | Risultato      | Finalista | Stadio                     | Città             |
| --------- | ----------- | -------------- | --------- | -------------------------- | ----------------- |
| 2011-2012 | Inter       | 5 - 3 (d.c.r.) | Ajax      | Brisbane Road              | Londra            |
| 2012-2013 | Aston Villa | 2 - 0          | Chelsea   | Stadio Giuseppe Sinigaglia | Como              |